# Agence nationale de police (Japon)
Pour les articles homonymes, voir Agence nationale de la police.
L'Agence nationale de la police (警察庁 (Keisatsu-chō)) est une agence administrée par la Commission nationale de sécurité publique du Cabinet du Japon. C'est l'agence centrale du système de police japonais ainsi que l'agence centrale de coordination de l'application de la loi dans les situations d'urgence nationale au Japon.
Contrairement à des organismes comparables tels que le Federal Bureau of Investigation des États-Unis, la NPA n'a pas d'unités opérationnelles propres à l'exception de la Garde impériale. En cas de catastrophes de grande ampleur, l'agence est habilitée à prendre le commandement des services de police préfectorale.
En 2017, la NPA comptait un effectif d'environ 7 800 personnes : 2 100 officiers assermentés, 900 gardes et 4 800 civils.